# Jan Knippenberg
Jan Knippenberg (Hoek van Holland, 19 april 1948 – Texel, 23 november 1995) was een Nederlandse ultraloper en historicus. Hij was een pionier van het ultralopen in Nederland. Hij liep in 1974 in 18 dagen van Hoek van Holland naar Stockholm (1600 km), dat is gemiddeld ongeveer 88 km per dag. In 1979 liep hij de 400 km rond het IJsselmeer in 43 uur en 17 minuten - een officieus wereldrecord. Op 18 maart 1979 won hij de Groet Uit Schoorl (marathon) in 2:35.31.

## Biografie

### Van Castricum naar Texel
Knippenberg verhuisde in 1984 van Castricum naar Texel en was van beroep geschiedenisleraar, achtereenvolgens verbonden aan het Casimircollege (Scholengemeenschap Prof.Casimir) in Vlaardingen, het Bonhoeffer College in Castricum en OSG De Hogeberg op Texel. Verder maakte hij in 1988 een reis naar Spitsbergen met het zeilschip Pandora-Ijsblink en leefde hij tussen de rendieren in Schotland.

### De mens als duurloper
Knippenberg schreef columns in Runner's World. In de jaren tachtig maakte hij deel uit van de redactie van het blad Op Lemen Voeten voor lange afstand-wandelaars. Ook schreef hij een boek De mens als duurloper (1987). Daarin vulde hij historische informatie over het ultralopen, waarin hij sterk steunde op  'Indian Running'  van de Amerikaanse auteur Peter Nabokov, aan met persoonlijke ervaringen. In 2008 verscheen een herziene uitgave van het boek bewerkt door zoon Mikel Knippenberg. Een van de bekendste citaten uit zijn mond is: "Lopen is geen sport maar een manier van reizen, waarbij geest en lichaam zich voortdurend verplaatsen. Lopen is daarom kunst en geen middel ter bestrijding van welvaartskwaaltjes". Daarnaast verscheen in 2007 een verhaal in journalistiek sportboek Achilles over het leven van Knippenberg van de hand van Dirk Jan Roeleven.

### Lopen naar Lapland
De loop van Hoek van Holland naar Stockholm was, zeker in 1974, een ongehoorde prestatie. Het was een uit de hand gelopen grap, schrijft Knippenberg zelf in zijn boek. Een weddenschap om aan te tonen dat er leven moest zijn na de marathon. 'Loop voor mijn part naar Lapland,' hadden ze een keer gezegd. Dat deed hij. Als een expeditie. Dorpsgenoot Fred van den Bergh was erbij als fysiotherapeut en kende Knippenberg vanaf zijn vijftiende: 'Hij vroeg op een dag of ik meeging naar Stockholm. Drie weken, zei hij. Bleek het lopend te zijn. Het werd steeds gekker en groter, maar ik ging met hem mee.'
Fysiek had Knippenberg zich overigens wel degelijk goed voorbereid op deze barre tocht. In de herfst van 1973 had hij op een vakantie in Schotland tijdens zijn training aldaar de bergpasrace door de Lairig Ghru in de Cairngorms (ca. 50 km) winnend in recordtijd afgesloten. Een wedstrijd, waar start en finish bekend zijn, maar voor het overige de loper de snelste weg zelf moet zien te vinden. Vervolgens oefende Knippenberg tijdens de kerst in Zwitserland op dalen en klimmen met het oog op de heuvels van het Zweedse traject. Daarna kwam het dagelijkse menu van 50 km met eenmaal per maand 90 km, die over het algemeen werden afgelegd in het duingebied tussen Hoek van Holland en Noordwijk. Trots vertelde hij na afloop van zijn monsterprestatie, dat hij geen grammetje lichter was geworden.
Terwijl er in Nederland nauwelijks belangstelling bestond voor de voettocht van Knippenberg (men was meer in de ban van het WK voetbal, dat in diezelfde tijd plaatsvond en een zich aandienende sponsor die het bewerkstelligen van berichtgeving in dagblad De Telegraaf voor ogen had, was door hem om die reden afgewezen) werd hij, eenmaal in Zweden, groots onthaald. "Op het Zweedse traject leefden we niet meer, maar werden we geleefd door duizenden enthousiastelingen, van overal ontvingen wij uitnodigingen, het nachtverblijf in hotels of bij particulieren vormde geen enkel probleem en het was alleen oppassen geblazen, dat zulks niet tempoverhogend zou werken," aldus Knippenberg in De Atletiekwereld. De Zweedse pers volgde zijn verrichtingen dagelijks. "Heja på Jan i dag" was hierin de veel gebezigde aanmoediging, wat vrij vertaald neerkomt op: "Moedig Jan iedere dag aan." Na afloop mochten Knippenberg en zijn begeleiders tien dagen "gratis" uitblazen in het nationale sportcentrum Bosön.

### Rondje Texel
Na zijn verhuizing naar Texel bleef Knippenberg enige tijd verbonden aan het Bonhoeffer College in Castricum. "'Knip' woonde destijds op Texel en liep 's ochtends over het strand naar Castricum om les te geven. Stel je even voor... Of hij plande een trainingsloop waarbij hij het IJsselmeer rondliep," aldus Andra Laarhuis, hoofdredacteur van Atletiek Magazine en indertijd leerling van Knippenberg."Hij vertelde machtig mooie verhalen die mij als baanatlete haast deden snakken naar een leven als hardloper,om die vrijheid ook te voelen."
Eenmaal ook als leraar gesettled op Texel liep Knippenberg geregeld als training de ronde van Texel (60 km).
In 1991 werd hiervan voor het eerst een echte wedstrijd gemaakt, de Zestig van Texel, die werd georganiseerd door AV Texel. Men wilde eerst een hele marathon organiseren, maar Knippenberg wist dit te voorkomen met als argument dat er al genoeg marathons in Nederland zijn.
Hij was lid van de organisatie als persvoorlichter en deed zelf mee aan de eerste editie van deze wedstrijd. Hij liep sterk en lag lange tijd op een zevende positie. Uiteindelijk vloeide de kracht uit zijn benen en finishte hij als 23e in 5:19.48. In 1993 werd het evenement verrijkt met een ultraloop over 120 km. Deze finishte hij als derde in 11:18.50. Op deze loop werd een scherpe tijdslimiet van 12 uur gehanteerd, welke later werd verruimd tot 13 uur. 

### Dublin
In 1994 deed 'Knip' ook nog mee aan de Belfast - Dublin Peace Run. Hij volbracht deze wedstrijd, welke ging over 106 mijl,in 18 uur en 42 minuten.

### Ongeneeslijk ziek
In 1995 moest hij moegestreden na zo'n 80 km de wedstrijd op Texel gelopen te hebben uitstappen. Korte tijd later bleek dat hij ongeneeslijk ziek was.
Knippenberg overleed datzelfde jaar  op 47-jarige leeftijd aan kanker. Hij werd begraven op het kerkhof op de Hoge Berg in Oudeschild. Op zijn grafzerk staat "Lopen is geen sport maar een manier van reizen". Loopvriend Ron Teunisse: "Hij heeft tweehonderdduizend kilometer gelopen. Dat is vijf keer de aarde rond."

## Memorial
Ter nagedachtenis is de Jan Knippenberg Memorial in het leven geroepen. Dit is een hardloopwedstrijd over honderd Engelse mijlen van Hoek van Holland naar Den Helder die eens in de twee jaar wordt gelopen. Dit traject legde Knippenberg geregeld alleen of samen met Teunisse af. Wegens organisatorische moeilijkheden werd deze loop in 2004 ingekort tot vijftig Engelse mijl. In 2008 werd weer over 100 Engelse mijlen gelopen, ditmaal van Vlaardingen naar Den Helder, ondersteund door de Koninklijke Marine.

## Erelijst

### marathon
- 1969: 36e marathon van Enschede - 2:42.05
- 1969: 5e Westland Marathon - 2:43.42
- 1974: 21e Westland Marathon - 2:37.39
- 1976: 9e Westland Marathon - 2:33.00
- 1979:  Groet uit Schoorl Run - 2:35.31

### ultra
- 1973:  Bergpasrace in de Cairngorms (ca. 50 km)
- 1974: Hoek van Holland naar Stockholm (1600 km) - 18 dagen
- 1976: DNF Ronde IJsselmeer (400 km)
- 1976:  RUN van Winschoten (100 km) - 6:58.49
- 1976: 5e 100 km van Crystal Palace - 7:04.06
- 1979: Ronde IJsselmeer (400 km) - 43.17 (WR)
- 1991: 23e Zestig van Texel (60 km) - 5:19.48
- 1993:  Zestig van Texel (120 km) - 11:18.50
- 1994: ?e Belfast - Dublin Peace Run (106 mijl) - 18:42
- 1995: DNF Zestig van Texel (120 km)

## Publicaties

### Boeken
- De mens als duurloper, Eerste druk, Jan Knippenberg, 1987, ISBN 90-6120-590-5
- De mens als duurloper, Tweede druk, Erven Jan Knippenberg, 2008, ISBN 978-90-446-1157-1

### Artikelen (selectie)
- De twee monstertochten van Teunisser', in Runners - maandblad voor de loopsport, jrg.6, nr.12, december 1988, pag.4-19.
- Flynn, de loper, in Runners - maandblad voor de loopsport, jrg.7, nr.1, januari 1989, pag.10-13.
- Marathongekte?, in Runners - maandblad voor de loopsport, jrg.7, nr.5, mei 1989, pag.10-13.
- Hollands glorie, potjandorie, in Runners - maandblad voor de loopsport, jrg.7, nr.11, november 1989, pag.14-19
- Onzinnige parallellen - Vergelijkingen van duursporten gaat mank, in Runners - maandblad voor de loopsport, jrg.7, nr.12, december 1989, pag.10-13.
- Zoethoudertjes - Ultra op de verkeerde weg, in Runners - maandblad voor de loopsport, jrg.10, nr.12, december 1992, pag.22-26
- Voor de vuist weg lopen, in Runners - maandblad voor de loopsport, jrg.9, nr.2, februari 1991, pag.22-26
- Het dilemma van de ultraloop - De maat der dingen is het individu, in Runners - maandblad voor de loopsport, jrg.9, nr.9, september 1991, pag.40-43